# Offenbacher Fußball-Club Kickers 1901
El Kickers Offenbach, de nom complet Offenbacher Fußball-Club Kickers 1901, és un club de futbol alemany de la ciutat d'Offenbach am Main a l'estat de Hessen.

## Història

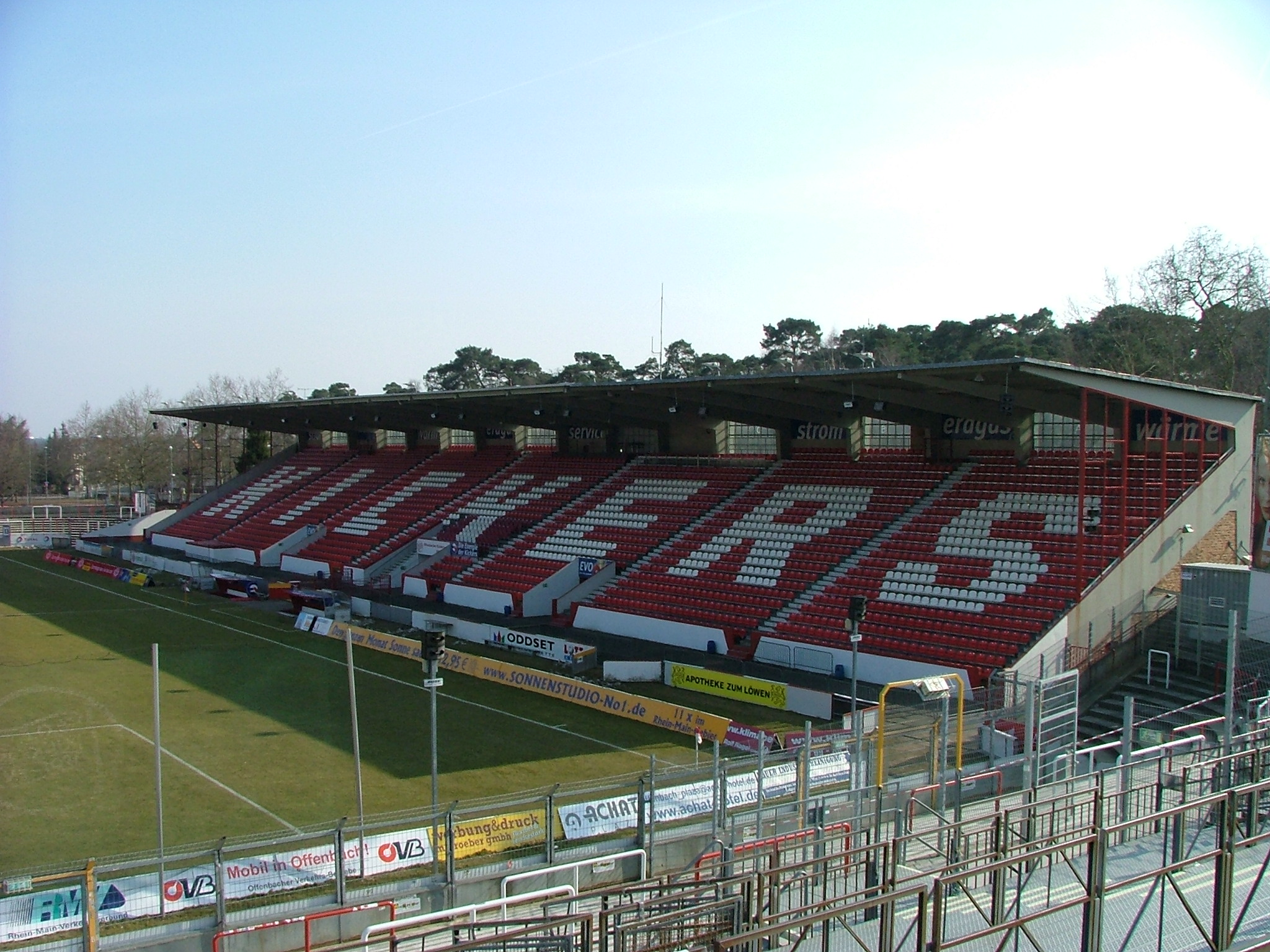
Stadion am Bieberer Berg (1921-2011).

El club va ser fundat el 27 de maig de 1901 al restaurant Rheinischer Hof per una sèrie de jugadors que havien deixat els seus antics clubs Melitia, Teutonia, Viktoria, Germania i Neptun. Fou membre fundador de la Nordkreis-Liga el 1909, on jugà fins a la I Guerra Mundial. A continuació ingressà a la Kreisliga Südmain (I), guanyant el campionat els anys 1920, 1922 i 1923. Entre 1921 i 1925 romangué unit al VfB 1900 Offenbach amb el nom VfR Kickers Offenbach, tornant a continuació a ser un club independent amb el nom Offenbacher FC Kickers. A finals dels anys vint jugà a la Bezirksliga Main-Hessen, i a partir de 1933, sota el Tercer Reich jugà la Gauliga Südwest, on el club es proclamà campió la primera edició, i les cinc darreres, de 1940 a 1944, els darrers campionats a la nova Gauliga Hessen-Nassau.
El club jugà la Regionalliga Süd (II) fins que el 1968 ascendí a la Bundesliga. Descendí i tornar a ascendir la temporada 1970-71. El mateix 1970 es proclamà campió de la Copa alemanya de futbol en derrotar per 2 a 1 el 1. FC Köln.
Això no obstant, l'any 1971, el club es va veure implicat en un escàndol de compra de partits, on més de 50 jugadors de set equips, dos entrenadors i sis directius foren declarats culpables. E principal club implicat, Arminia Bielefeld, no fou condemnat fins a la temporada següent, massa tard per evitar el descens de l'Offenbach. El Kickers jugà set temporades a Segona Divisió abans de retornar a la Bundesliga tot just per una temporada, la 1983-84. El 1985, problemes financers portaren al club a ser penalitzat amb punts de sanció que el portaren a la tercera divisió, l'Oberliga Hessen. El 1994 arribaren a la final de la Copa alemanya amateur, on perderen per 0-1 amb el Preußen Münster. Ascendí una temporada a la Segona Divisió el 1999 i guanyà el campionat amateur aquest mateix any. Tornà a ascendir a Segona l'any 2005 baixant a la 3. Liga al final de la temporada 2007-08.

## Palmarès
- Kreisliga Südmain:
  - 1920, 1922, 1923
- Gauliga Südwest/Mainhessen:
  - 1934, 1940, 1941
- Gauliga Hessen-Nassau:
  - 1942, 1943, 1944
- Oberliga Süd:
  - 1949, 1955
- Regionalliga Süd (II-III):
  - 1967, 1970, 1972, 2005
- Oberliga Hessen (III-IV):
  - 1986, 1987, 1993
- Copa alemanya de futbol:
  - 1970
- Copa de Hessen: 

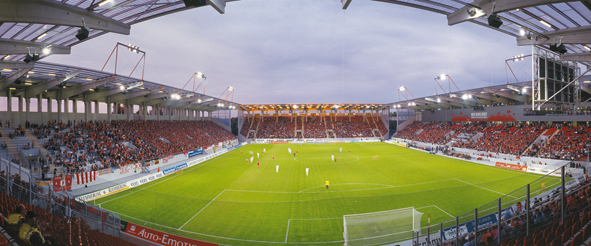
Sparda-Bank-Hessen-Stadion (des de 2012).

  - 1949, 1993, 2002, 2003, 2004, 2005, 2009, 2010, 2012

## Plantilla 2024-25
A 24 gener 2025 
| N. | Pos. | Nac. | Jugador             |
| -- | ---- | --- | ------------------- |
| 1  | POR  | [[Fitxer:Flag of Germany.svg\|23x15px\|border \|alt=Alemanya\|link=Selecció de futbol d'Alemanya\|{{#if:\|]]             | Johannes Brinkies   |
| 3  | DEF  | [[Fitxer:Flag of Germany.svg\|23x15px\|border \|alt=Alemanya\|link=Selecció de futbol d'Alemanya\|{{#if:\|]]             | Maximilian Rossmann |
| 5  | DEF  | [[Fitxer:Flag of Germany.svg\|23x15px\|border \|alt=Alemanya\|link=Selecció de futbol d'Alemanya\|{{#if:\|]]             | Alexander Sorge     |
| 6  | MIG  | [[Fitxer:Flag of Germany.svg\|23x15px\|border \|alt=Alemanya\|link=Selecció de futbol d'Alemanya\|{{#if:\|]]             | Daniel Dejanović    |
| 7  | DAV  | [[Fitxer:Flag of Germany.svg\|23x15px\|border \|alt=Alemanya\|link=Selecció de futbol d'Alemanya\|{{#if:\|]]             | Stephan Mensah      |
| 8  | MIG  | [[Fitxer:Flag of Germany.svg\|23x15px\|border \|alt=Alemanya\|link=Selecció de futbol d'Alemanya\|{{#if:\|]]             | Onur Ünlüçifçi      |
| 9  | DAV  | [[Fitxer:Flag of Kosovo.svg\|23x15px\|border \|alt=Kosovo\|link=Selecció de futbol de Kosovo\|{{#if:\|]]                 | Valdrin Mustafa     |
| 10 | MIG  | [[Fitxer:Flag of Azerbaijan.svg\|23x15px\|border \|alt=Azerbaidjan\|link=Selecció de futbol de l'Azerbaidjan\|{{#if:\|]] | Dimitrij Nazarov    |
| 11 | DAV  | [[Fitxer:Flag of Germany.svg\|23x15px\|border \|alt=Alemanya\|link=Selecció de futbol d'Alemanya\|{{#if:\|]]             | Boubacar Barry      |
| 13 | DEF  | [[Fitxer:Flag of Germany.svg\|23x15px\|border \|alt=Alemanya\|link=Selecció de futbol d'Alemanya\|{{#if:\|]]             | Noel Knothe         |
| 14 | DEF  | [[Fitxer:Flag of Slovenia.svg\|23x15px\|border \|alt=Eslovènia\|link=Selecció de futbol d'Eslovènia\|{{#if:\|]]          | Kristjan Arh-Česen  |
| 16 | POR  | [[Fitxer:Flag of Germany.svg\|23x15px\|border \|alt=Alemanya\|link=Selecció de futbol d'Alemanya\|{{#if:\|]]             | Angelo Tramontana   |
| 17 | MIG  | [[Fitxer:Flag of Germany.svg\|23x15px\|border \|alt=Alemanya\|link=Selecció de futbol d'Alemanya\|{{#if:\|]]             | Marc Wachs          |
| 18 | POR  | [[Fitxer:Flag of Germany.svg\|23x15px\|border \|alt=Alemanya\|link=Selecció de futbol d'Alemanya\|{{#if:\|]]             | Lucas Becker        |

| N. | Pos. | Nac. | Jugador               |
| -- | ---- | --- | --------------------- |
| 19 | DAV  | [[Fitxer:Flag of Germany.svg\|23x15px\|border \|alt=Alemanya\|link=Selecció de futbol d'Alemanya\|{{#if:\|]]                                         | Jan Urbich            |
| 20 | DAV  | [[Fitxer:Flag of Germany.svg\|23x15px\|border \|alt=Alemanya\|link=Selecció de futbol d'Alemanya\|{{#if:\|]]                                         | Irwin Pfeiffer        |
| 21 | DAV  | [[Fitxer:Flag of Germany.svg\|23x15px\|border \|alt=Alemanya\|link=Selecció de futbol d'Alemanya\|{{#if:\|]]                                         | Ron Berlinski         |
| 22 | POR  | [[Fitxer:Flag of Germany.svg\|23x15px\|border \|alt=Alemanya\|link=Selecció de futbol d'Alemanya\|{{#if:\|]]                                         | Matija Damjanovic     |
| 23 | DEF  | [[Fitxer:Flag of Germany.svg\|23x15px\|border \|alt=Alemanya\|link=Selecció de futbol d'Alemanya\|{{#if:\|]]                                         | Sascha Korb           |
| 24 | DEF  | [[Fitxer:Flag of Germany.svg\|23x15px\|border \|alt=Alemanya\|link=Selecció de futbol d'Alemanya\|{{#if:\|]]                                         | Ouassim Karada        |
| 26 | MIG  | [[Fitxer:Flag of Bosnia and Herzegovina.svg\|23x15px\|border \|alt=Bòsnia i Hercegovina\|link=Selecció de futbol de Bòsnia i Hercegovina\|{{#if:\|]] | Almin Mesanovic       |
| 27 | DEF  | [[Fitxer:Flag of Germany.svg\|23x15px\|border \|alt=Alemanya\|link=Selecció de futbol d'Alemanya\|{{#if:\|]]                                         | Jayson Breitenbach    |
| 29 | DAV  | [[Fitxer:Flag of Germany.svg\|23x15px\|border \|alt=Alemanya\|link=Selecció de futbol d'Alemanya\|{{#if:\|]]                                         | Keanu Staude          |
| 30 | MIG  | [[Fitxer:Flag of Germany.svg\|23x15px\|border \|alt=Alemanya\|link=Selecció de futbol d'Alemanya\|{{#if:\|]]                                         | Jannes Wulff          |
| 31 | DEF  | [[Fitxer:Flag of Mozambique.svg\|23x15px\|border \|alt=Moçambic\|link=Selecció de futbol de Moçambic\|{{#if:\|]]                                     | Ronny Marcos          |
| 32 | DEF  | [[Fitxer:Flag of Germany.svg\|23x15px\|border \|alt=Alemanya\|link=Selecció de futbol d'Alemanya\|{{#if:\|]]                                         | Vincent Moreno Giesel |
| 34 | DEF  | [[Fitxer:Flag of Germany.svg\|23x15px\|border \|alt=Alemanya\|link=Selecció de futbol d'Alemanya\|{{#if:\|]]                                         | Jens Mühlig           |
| 36 | MIG  | [[Fitxer:Flag of Germany.svg\|23x15px\|border \|alt=Alemanya\|link=Selecció de futbol d'Alemanya\|{{#if:\|]]                                         | Luca Horst            |